# متحف علم العظام
متحف علم العظام (بالإنجليزية: Museum of Osteology)‏، هو متحف خاص مخصص لدراسة العظام والهياكل العظمية يقع في مدينة أوكلاهوما بالولايات المتحدة الأمريكية. يعرض المتحف أكثر من 450 هيكلًا عظميًا لأنواع حيوانية من مختلف أنحاء العالم. بالإضافة إلى ذلك، يحتوي على مجموعة تضم حوالي 7,000 عينة غير معروضة، مما يجعله يضم أكبر مجموعة خاصة للعظام والهياكل العظمية في العالم. يتبع المتحف الشركة الأم "Skulls Unlimited International."

## نبذة
يركز المتحف على شكل ووظيفة الجهاز الهيكلي مع العديد من العروض التعليمية والتصنيفية التي تعرض جميع الفئات الخمس للفقاريات. المجموعات الموجودة في متحف علم العظام هي نتيجة لأكثر من 40 عامًا من جمع العينات بواسطة جاي فيليماريت. تتكون المجموعات من حوالي 7,000 عينة تمثل أكثر من 1,800 نوع من الثدييات والطيور والزواحف والبرمائيات والأسماك.

يستضيف المتحف فعاليات تعليمية موجهة لجميع الفئات العمرية. كما يتاح لزوار المتحف الفرصة للمس العظام والتقاط الصور مع الهياكل العظمية المفصلة بالكامل.

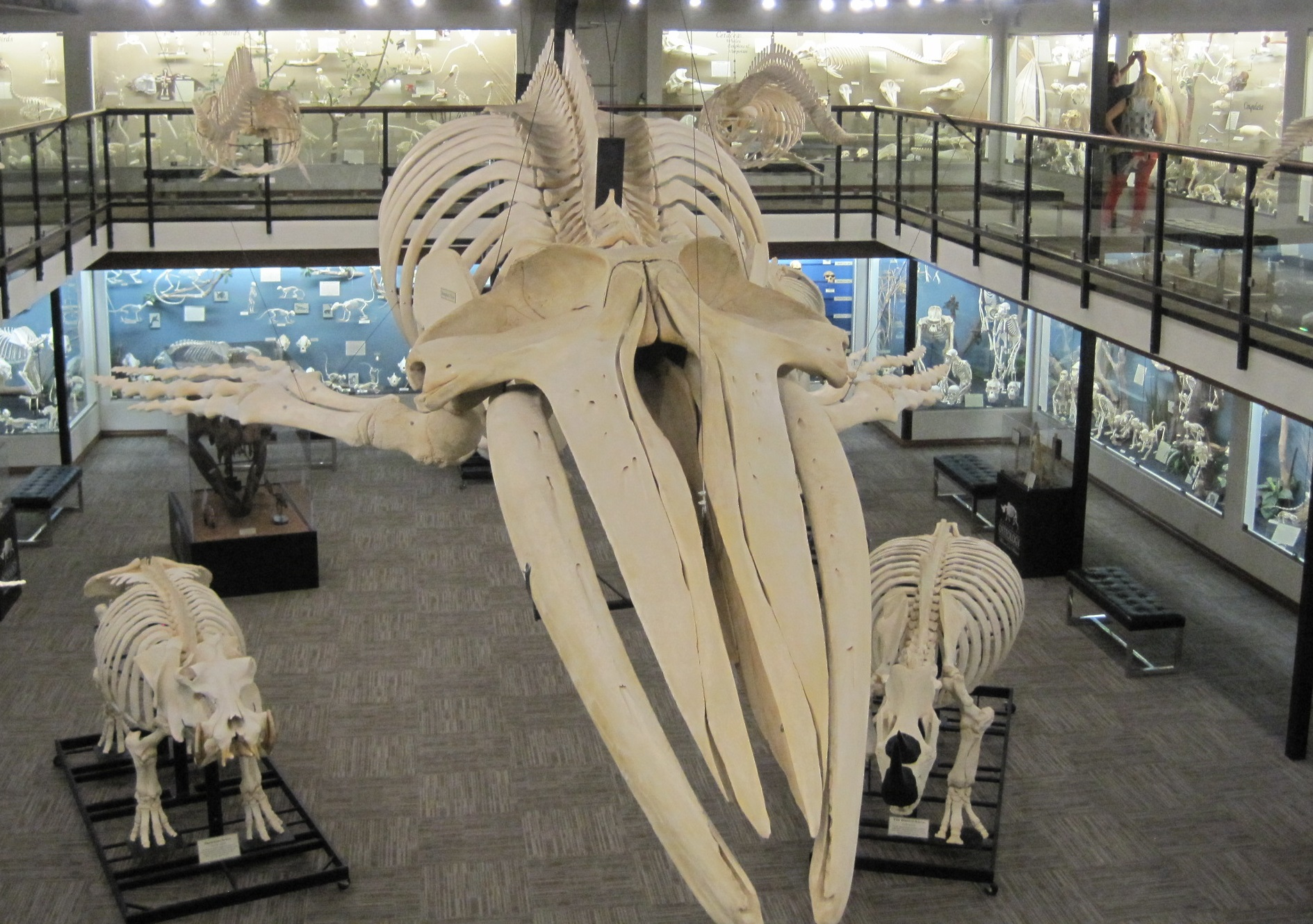
عظام جمل البحر